# Oposició Democràtica de Sèrbia
L'Oposició Democràtica de Sèrbia (en serbi: Демократска oпозиција Cрбије, ДОС; Demokratska opozicija Srbija, DOS), va ser una àmplia aliança de partits polítics a Sèrbia, per formar una coalició contra el Partit Socialista de Sèrbia i el seu líder, Slobodan Milošević, l'any 2000. El seu candidat, Vojislav Koštunica, va guanyar les eleccions presidencials de setembre d'aquell any, i la coalició va guanyar la majoria al parlament provincial el desembre. La coalició va formar el govern que va governar Sèrbia fins al desembre de 2003.
La DOS estava formada originàriament per un 18 partits, entre els quals:
- Partit Democràtic (DS) (Zoran Đinđić)
- Partit Democràtic de Sèrbia (DSS) (Vojislav Koštunica)
- Aliança Civil de Sèrbia (GSS) (Goran Svilanović)
- Partit Democrata-Cristià de Sèrbia (DHSS) (Vladan Batić)
- Nova Sèrbia (NS) (Velimir Ilić)
- Liga Demcràtica Social de Voivodina (LSV) (Nenad Čanak)
- Unió Social Demòcrata (SDU) (Žarko Korać)
- Aliança dels Hungars de Voivodina (SVM) (József Kasza)
- Reformistes de Voivodina (RDSV) (Mile Isakov)
- Coalició de Voivodina (KV) (Dragan Veselinov)
- Social-democràcia (SD) (Vuk Obradović)
- Partit Democràtic Sandžak (SDP) (Rasim Ljajić)